# Морски дъждосвирец
Морският дъждосвирец (Charadrius alexandrinus) е птица от семейство Дъждосвирцови (Charadriidae). Среща се и в България.

## Физически характеристики
Дължина на тялото: 16 cm. Размах на крилете: 43 cm. Оперение: Има слабо изразен полов диморфизъм. Мъжкият отгоре е кафяв, а отдолу – бял. На челото и през окото има черно петно, темето е керемиденокафяво, а гушата е с прекъсната черна огърлица. При женските и младите петната по главата и огърлицата са кафяви. При всички възрасти краката са черни, рядко кафяви. Издаващи звуци: „пюиит-пюиит".

## Разпространение
Обитава солени водоеми.